# Grigorij Pavlovics Pjatyigorszkij
Grigorij Pavlovics Pjatyigorszkij (oroszul Григорий Павлович Пятигорский; Jekatyerinoszlav, 1903. április 17. – Los Angeles, 1976. augusztus 6.) orosz gordonkaművész. Gregor Piatigorsky néven Amerikában vált világhíressé.

## Korai évek
A Dnyeper folyó menti Jekatyerinoszlávban (ma Dnyipro, Ukrajna) nőtt fel zsidó családban. Először apjától tanult zongorázni és hegedülni. Amikor először meghallotta a cselló hangját, elhatározta, hogy megtanul gordonkázni is. Maga kezdett egy játékhangszer építésébe, majd hétévesen kapott egy igazi csellót. 13 éves volt, amikor kitört az orosz forradalom. A Moszkvai Konzervatóriumban ösztöndíjat kapott, tanárai Alfred von Glehn és Anatolij Brandukov voltak. Közben helyi kávéházakban zenélt, de játszott a Lenin Kvartettben (Lev Zeitlin, Ferdinand Krisch, Grigorij Pjatyigorszkij, Abram Jampolszkij) is. Keresetét tanulmányai folytatására fordította, emellett a keresett összegből segítette családját. 15 éves korában a Moszkvai Nagyszínház (Bolsoj) zenekarának tagja lett. 
Mivel a szovjet hatóságok nem engedték, hogy külföldön folytassa tanulmányait, át akart szökni a határon más zenészekkel együtt. Sikerült ép bőrrel megúszniuk a dolgot és Lengyelországban maradhattak, de Pjatyigorszkij gordonkája megsemmisült. 18 évesen Berlinben és Lipcsében Hugo Beckernél és Julius Klengelnél tanult. Közben megélhetése érdekében egy orosz kávéházban zenélt egy trió tagjaként. Itt hallotta meg játékát Emanuel Feuermann és Wilhelm Furtwängler, akinek ajánlására a Berlini Filharmonikus Zenekar első csellistája lett.

## Egyesült Államok
1929-ben járt először New Yorkban. 1937-ben Ann Arborben, Michiganben feleségül vette Jacqueline de Rothschildot. Franciaországba költöztek, ahonnan azonban hamar vissza kellett menniük az Egyesült Államokba a német megszállás miatt. Elizabethtownban, az Adirondack-hegységben telepedtek le, ahol 1940-ben megszületett fia, Joram. 1941 és 1949 között a Curtis Institute of Music vezetője volt. Pjatyigorszkij nagyon sokat kamarázott pl. Arthur Rubinsteinnel, William Primrose-zal és Vladimir Horowitzcal. 1976-ban, Los Angelesben tüdőrákban halt meg.

## Művei
1965-ben tették közzé Csellóval a világ körül című könyvét, melyet Magyarországon először 1970-ben adták ki, majd népszerű könyvének még több kiadása is megjelent. (Európa, Budapest, 2000., ISBN 9789630767804)
- Gregor Pjatigorszkij: Csellóval a világ körül; ford. Feuer Mária; Gondolat, Budapest, 1970

## Érdekesség
Pjatyigorszkij nagy sakkdrukker volt. Második felesége (Jacqueline) az 1957-es sakkolimpián az amerikai csapat tagja volt. Pjatyigorszkij két sakktornát szervezett, 1963-ban (Los Angeles), és 66-ban (Santa Monica) Pjatyigorszkij Kupa néven. Az elsőt holtversenyben Paul Keres és Tigran Petroszján nyerte, a másodikon Borisz Szpasszkij fél ponttal előzte meg Bobby Fischert.
Pjatyigorszkij Magyarországon is koncertezett, 1934 októberében a Filharmónia Társaság hangversenyén Budapesten lépett fel.